# میکی اوچیدا

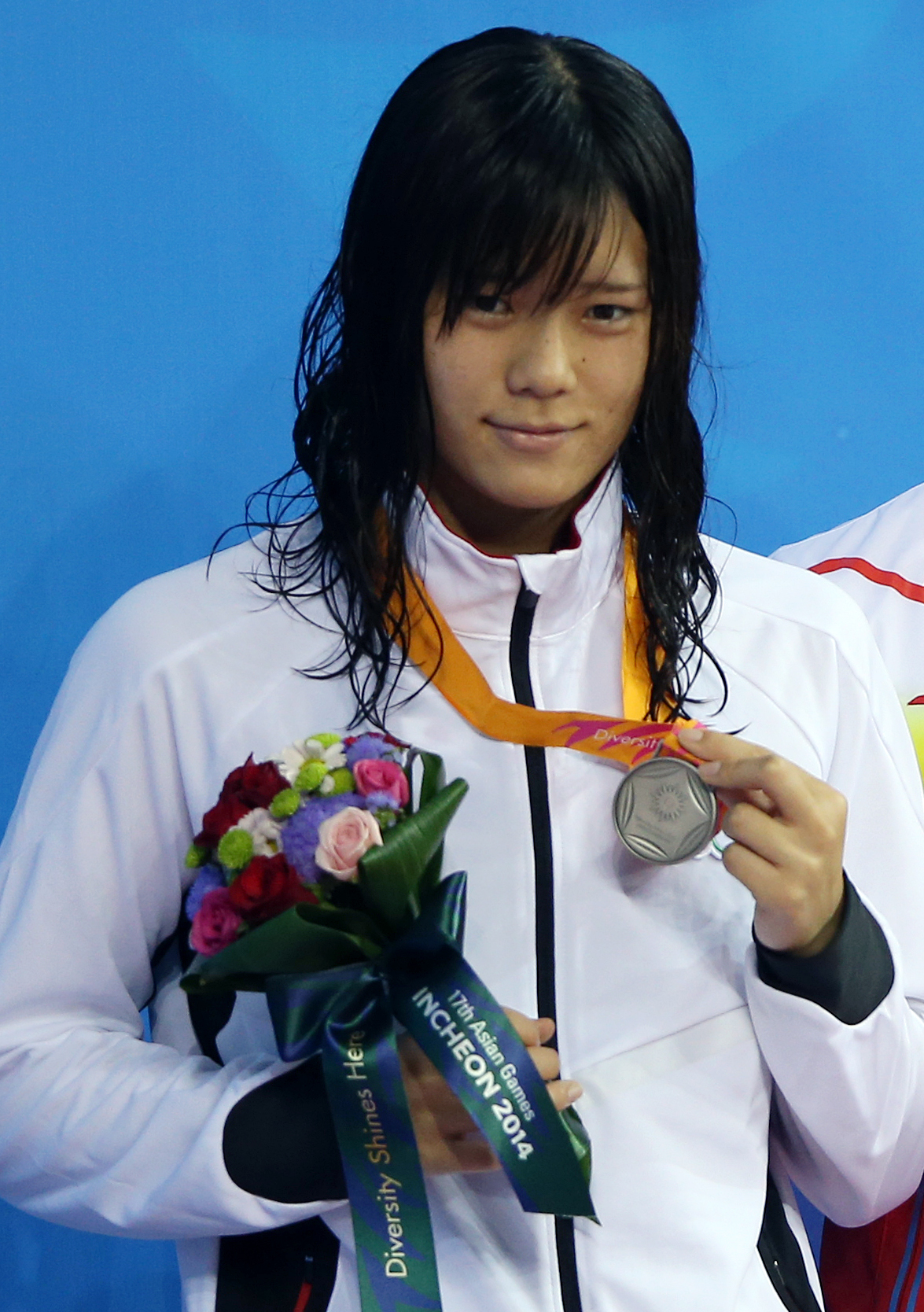
Miki Uchida with one of her silver Asian games medals

میکی اوچیدا (انگلیسی: Miki Uchida؛ زادهٔ ۲۱ فوریهٔ ۱۹۹۵) ورزشکار ورزش شنا اهل ژاپن است.
وی در مسابقات کشوری و بین‌المللی در مجموع برندهٔ ۲ مدال برنز شده‌است.